# René Lecavalier
René Lecavalier est un journaliste, animateur de radio et de sport télévisé québécois né le 5 juillet 1918 à Montréal et mort le 6 septembre 1999. Il demeure principalement connu pour son animation de La Soirée du hockey qu'il a animée à la télévision de Radio-Canada de 1952 à 1985.
Reconnu pour sa rigueur et son souci de la qualité de la langue écrite et parlée, il a joué un rôle majeur dans la francisation des termes employés au hockey et dans le sport en général, au Québec et ailleurs en Amérique du Nord.

## Biographie

### Jeunesse
René Lecavalier vient au monde à Montréal-Nord. Il fait ses études à l'Académie Saint-Léon de Westmount et son cours classique au collège Mont-Saint-Louis. Mordu de sport, dès la tendre enfance, il lui arrive de se passer de dîner pour aller voir les pratiques des Maroons et des Canadiens. Durant l'adolescence, cette passion se transforme en ambition : celle de devenir un véritable athlète.
Aux côtés de son frère jumeau Marcel, René Lecavalier se démarque par ses performances en hockey sur glace. Il joue successivement pour l'Académie Saint-Léon, le collège Mont-Saint-Louis, le Canadien junior, le Canadien senior, Victoria, Concordia, Don Juan et pour l'équipe de Lachute de la Ligue provinciale (où il totalise 10 buts et 34 aides, se classant parmi les 10 meilleurs compteurs de ce circuit en saison). Joueur de golf et de tennis, il partage également avec son frère jumeau une quinzaine de coupes de championnats de tennis.

### Débuts à Radio-Canada

René Lecavalier entre à la radio de Radio-Canada en 1941.

Son autre grande passion sera le journalisme. En 1937, à la fin de ses études au Mont-Saint-Louis, René Lecavalier fait son entrée à la Société Radio-Canada. Il y travaille comme commis du service de la comptabilité, chargé de remettre les chèques de paie à ses collègues. Gravissant rapidement les échelons, en l'espace de quelques années, il devient assistant-comptable puis assistant-gérant du personnel.
Remarqué pour sa culture, son sens des affaires, sa parfaite maîtrise du français et de l'anglais, ainsi que sa « voix riche, posée », son directeur des programmes Maurice Goudrault l’incite à passer une audition pour devenir présentateur. À l'époque, Radio-Canada cherchait à pourvoir les postes de son nouveau service des nouvelles. De tempérament modeste, dans un premier temps, René Lecavalier hésite. Puis, se laissant convaincre peu à peu par ses collègues Jean-Marie Beaudet et Omer Renaud, il finit par tenter sa chance. C'est ainsi que le 2 juillet 1941, René Lecavalier devient lecteur de nouvelles et présentateur de disques en français et en anglais.

### Correspondant de guerre
Rapidement, René Lecavalier fait sa marque à la radio. En 1942, alors que le monde est déchiré par la Seconde Guerre mondiale, un représentant du ministère des Affaires étrangères lui offre de faire partie d'une mission de propagande dans les colonies françaises et anglaises d'Afrique. Il accepte l'offre et se rend à Londres. Quelques mois plus tard, il part pour l'Afrique du Nord comme correspondant de guerre pour le service des Nations Unies. Il couvre notamment les événements de l’opération Torch en novembre 1942, décrivant le débarquement des troupes américaines au Maroc, un territoire alors contrôlé par le régime de Vichy. Durant cette même période, des correspondants outremer du bureau montréalais de Radio-Canada se voient attachés à la BBC de Londres. René Lecavalier et d’autres (dont François Bertrand, Paul Dupuis et Alain Gravel) s'installent donc à Alger pour produire des émissions destinées aux zones occupées, en particulier la France.

### Animateur de radio

#### Émissions de variétés
De retour au Québec en août 1944, René Lecavalier devient l'un des principaux animateurs d'émissions de variétés de Radio-Canada. Un jour, son collègue François Bertrand remarque sa voix en l'écoutant chanter. Il lui propose de participer à son émission de radio sur CBF. C'est ainsi que René Lecavalier fait découvrir au public ses talents de chanteur à partir de 1945 dans l'émission « L’escargot d’or ». En plus de chanter, il anime des émissions musicales comme « Les concerts symphoniques » et « Les chefs-d'œuvre de la musique », et présente des radio-romans comme « Le curé de village », « Rue Principale », « Je vous ai tant aimé » et « Un homme et son péché ».

En octobre 1947, on lui confie une autre émission, « Le P’tit train du matin ». Coanimée avec Miville Couture, un collègue qui avait été embauché en même temps que lui à Radio-Canada, cette émission à sketchs humoristiques improvisés par les deux animateurs devient très populaire auprès des auditeurs. 

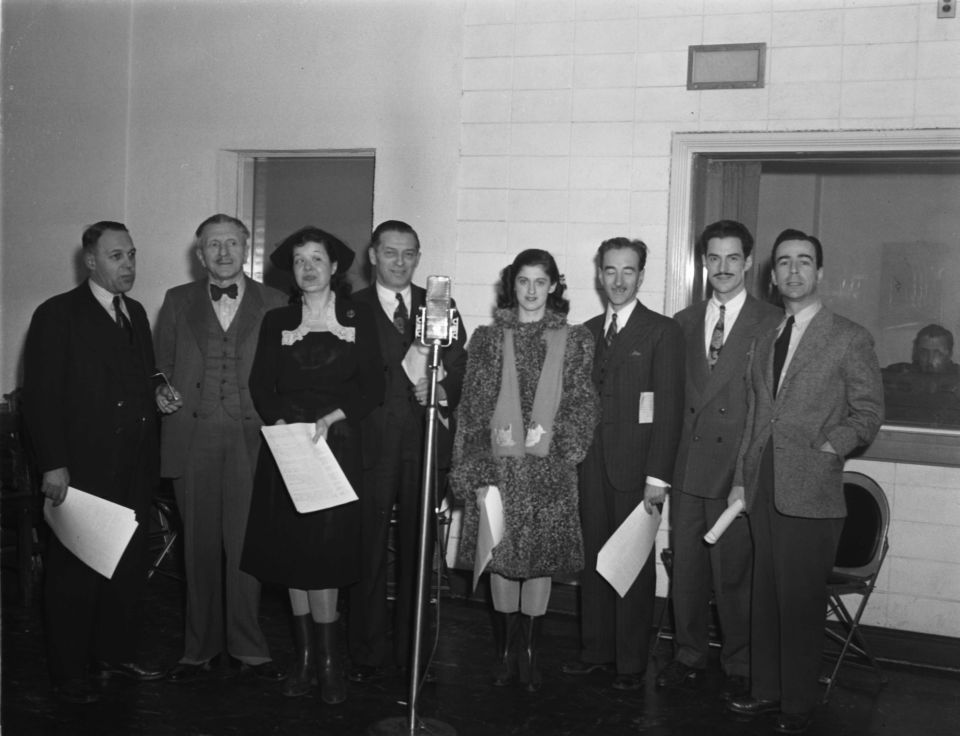
Équipe du feuilleton radio « Un Homme et son péché » avec René Lecavalier (deuxième à partir de la droite).
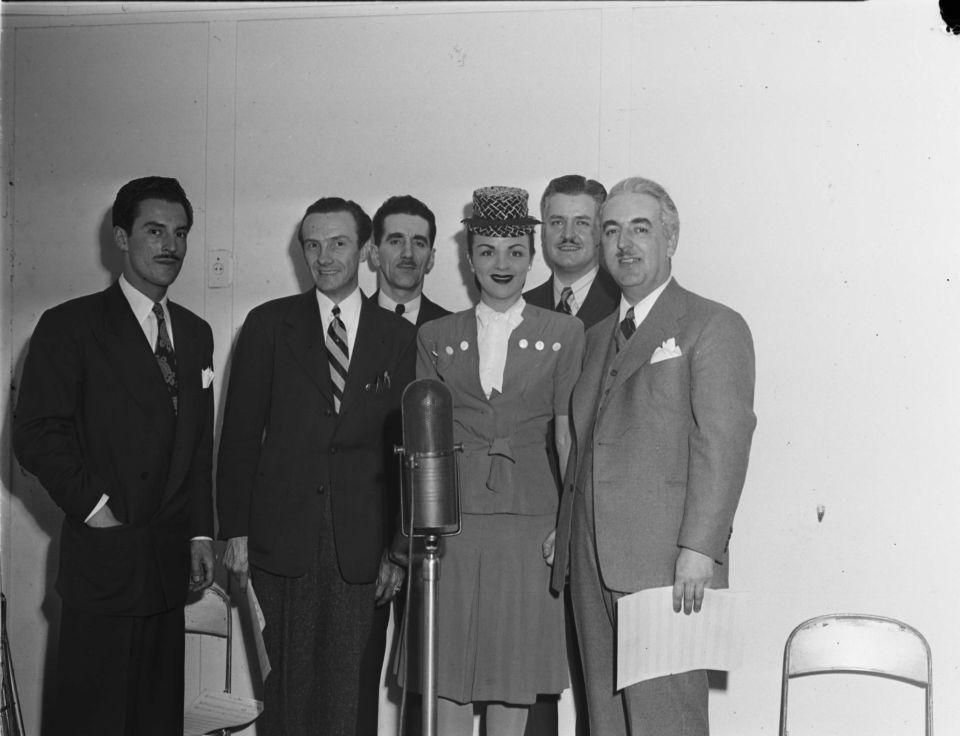
René Lecavalier (gauche) avec les invités de l'émission « Revoir Paris » en 1945.
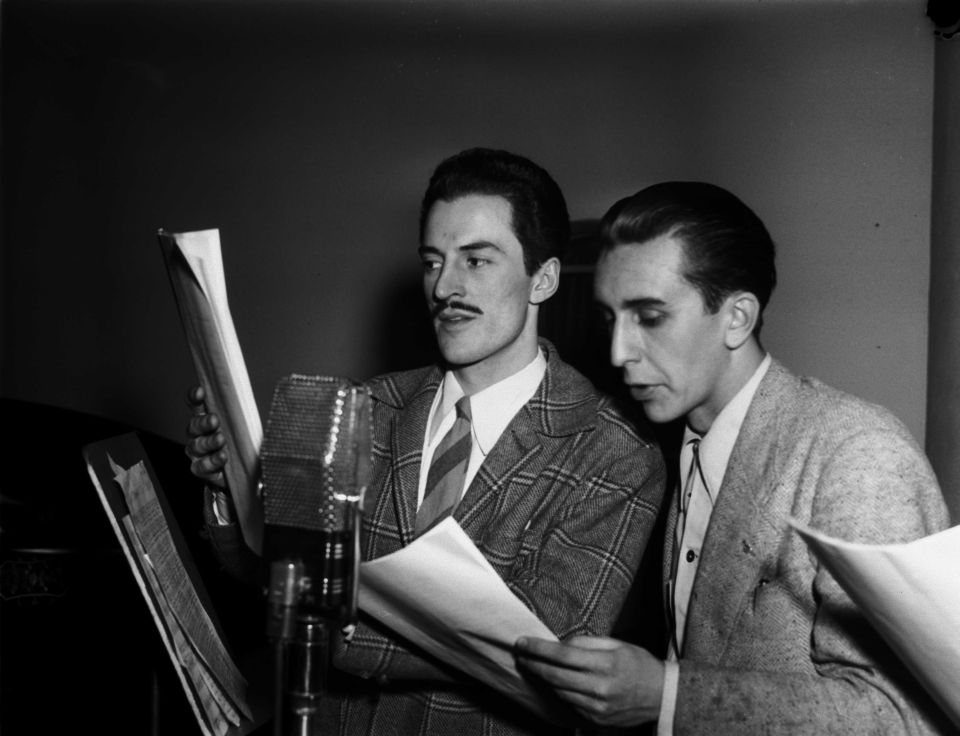
René Lecavalier (gauche) participant à l'émission « À Ceux qui reviennent », en 1946.
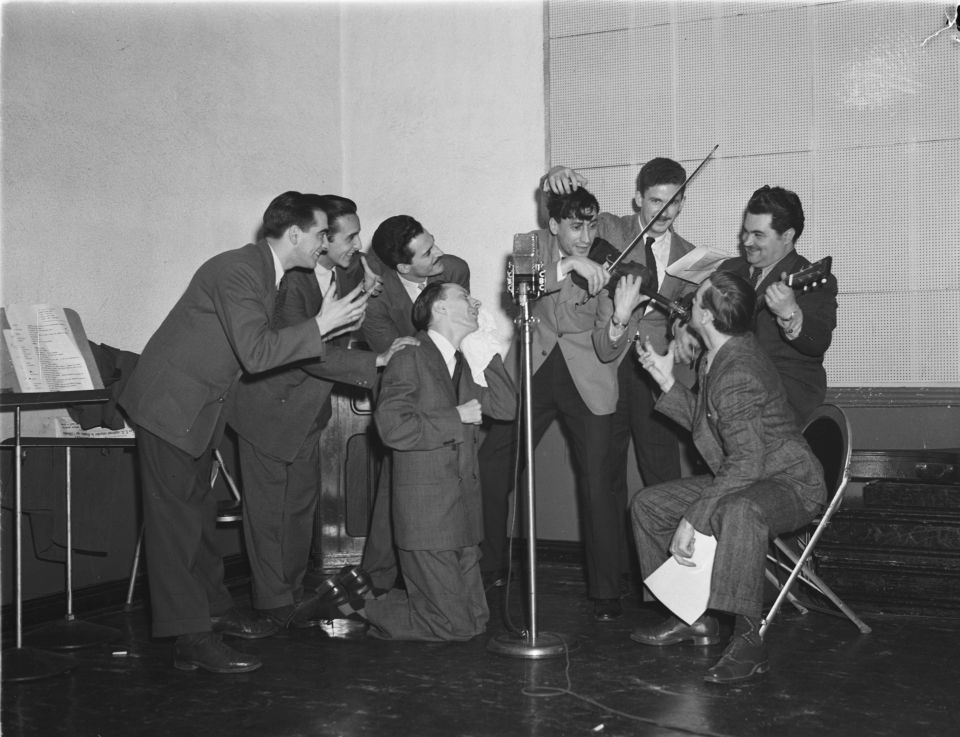
Émission du « Soleil sur les toits » en 1946.
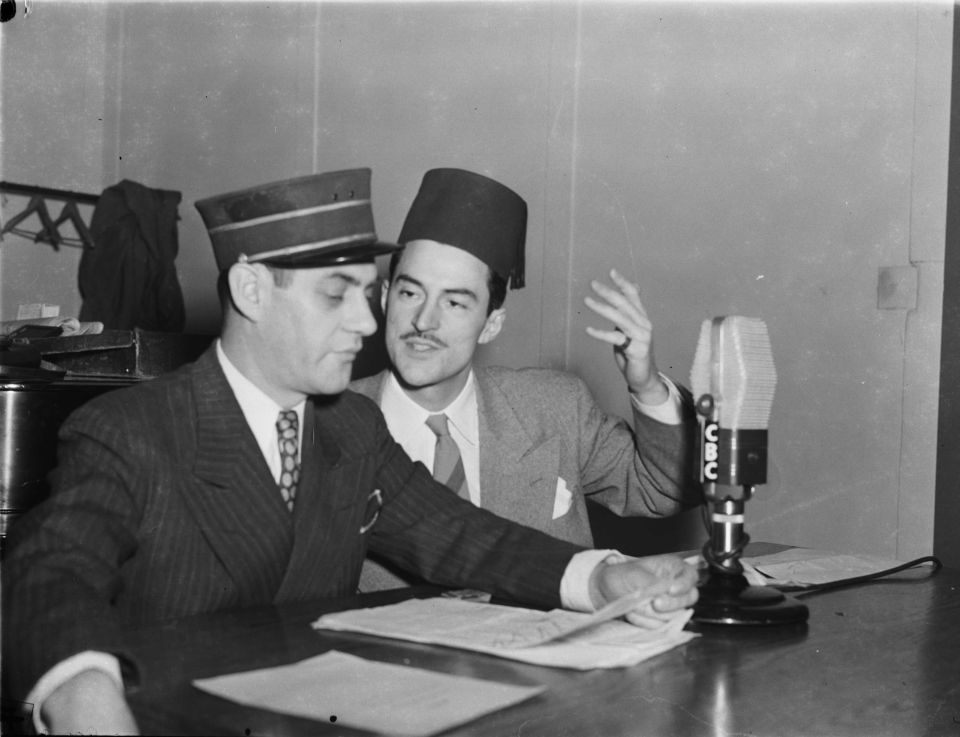
Miville Couture (gauche) et René Lecavalier (droite) animent « Le P'tit train du matin » de Radio-Canada.

#### Le Magazine des sports
Malgré toutes ces tâches, la passion pour le sport ne quitte pas pour autant René Lecavalier. Au tournant des années 1950, les émissions sur l'actualité sportive étaient peu nombreuses à la radio au Québec. Selon un journaliste de l'époque, la plupart de ces émissions consistaient en « un amas indigeste de statistiques, de compilations, d'absurdes à-côtés biographiques ou de montage publicitaire autour des grandes figures sportives » qui rebutaient le public, malgré l'engouement populaire pour les sports. C'est dans ce contexte que René Lecavalier met sur pied à l'hiver 1952 une revue de l'actualité sportive pour la radio : « Le Magazine des sports ». Diffusée tous les samedis soirs, la formule de cette émission s'appuie sur une préoccupation personnelle de l'animateur : mettre de l'avant l'homme derrière le sportif, avec ses impressions, ses aspirations et ses projets.
Son expérience d'athlète l'aidant, René Lecavalier mène lui-même les entrevues (posant parfois ses questions en anglais et traduisant les réponses en français pour les auditeurs), en plus d'effectuer ses propres recherches et d'assurer le montage de chaque émission.

#### La Ligue du vieux poêle
Au début des années 1950, les parties de hockey sont présentées à la radio de Radio-Canada par le journaliste Michel Normandin. Entre les périodes, René Lecavalier anime avec Jean-Maurice Bailly une autre émission de radio intitulée La Ligue du vieux poêle. Baptisée ainsi d'après le décor pittoresque de l'endroit où elle était produite (les animateurs étant assis dans des chaises berçantes aux côtés d'un vieux poêle à bois), cette émission servait à discuter du déroulement du jeu avec un ton à la fois sérieux et familier, entrecoupé d’anecdotes, de commentaires personnels, de statistiques et de touches d'humour. L'émission marquera la mémoire collective, inspirant d'autres émissions dans le même genre, également consacrées au hockey. L’expression « La Ligue du vieux poêle » passera aussi d'ailleurs dans la langue populaire pour « désigner de manière un peu dérisoire et taquine les fidèles et les anciens d’un cercle masculin ».

### Animateur de télévision

#### La Soirée du hockey

Logo de la Ligue nationale de hockey (LNH).

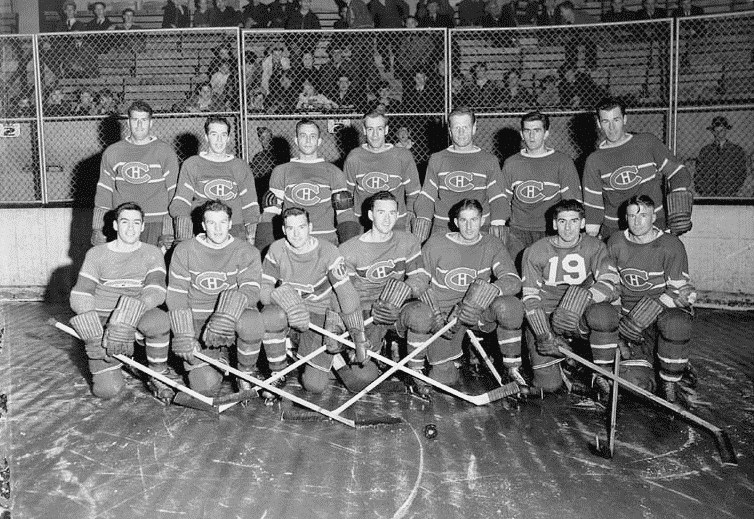
La voix de René Lecavalier deviendra indissociable des Canadiens de Montréal.

À l'automne 1952, la Société Radio-Canada inaugure son nouveau réseau de télévision. Si l'arrivée de ce médium ouvre de nouveaux horizons pour les amateurs de hockey, elle constitue aussi un défi de taille pour les artisans de l'audiovisuel. N'ayant aucune formation préalable dans ce domaine, les journalistes, assistants et techniciens doivent procéder par expérimentation afin de mettre au point ce qui sera à la fois leur métier et un nouveau mode de communication et d'expression.
La toute première émission télévisée de La Soirée du hockey est diffusée le samedi 11 octobre 1952 à 21 heures,. Plutôt que de se tourner vers Michel Normandin, la direction de Radio-Canada choisit de confier la description des parties télévisées à René Lecavalier et Jean-Maurice Bailly. Au départ, les parties ne commençaient à être diffusées qu'au début de la troisième période. Les propriétaires du Forum et du Canadien de Montréal craignaient alors que la télédiffusion ne nuise à la vente des billets. Cependant, ce sera plutôt l'effet inverse qui sera observé. L'engouement des Québécois pour ce sport populaire ira en augmentant.
Cette arrivée dans le monde de la télévision confronte René Lecavalier à de nouveaux défis. Notamment, la description des parties télévisées s'avère plus difficile que celle des parties à la radio. Comme il le raconte en entrevue en 1954, « à la radio seule, quelques secondes de retard dans la description ne causaient aucun inconvénient. Mais, à la télévision, il est impossible de se permettre le moindre retard, à cause de l'image. Ainsi, si on dit [Maurice] Richard s'empare de la rondelle, quand cette dernière est déjà passée à [Bernard] Geoffrion... vous voyez l'anomalie ».

#### Le français dans le monde du sport
Depuis les débuts du hockey, le vocabulaire employé était largement tiré de l'anglais. Malgré les efforts de la Société du parler français au Canada, du Devoir d’Henri Bourassa et d'autres (comme l'abbé Étienne Blanchard) pour franciser le lexique sportif, notamment en tentant de traduire hockey par « gouret », l'usage de l'anglais persistera dans la presse et dans la langue orale, autant chez les anglophones que chez les francophones. Au moment de la naissance de la télévision, l'anglais était encore la langue d'usage dans le milieu du hockey. Étant confronté à de nouveaux besoins en matière de « précision, concision, rapidité, impartialité et compétence » imposés par la télévision, René Lecavalier devra ainsi, selon ses propres mots, « trouver des expressions nouvelles qui décrivent [l'action du jeu] aussi parfaitement mais en moins de mots ».
S'inspirant en partie des travaux de ses prédécesseurs, grâce à son expérience d'athlète, à sa vaste culture sportive et littéraire, mais surtout à sa créativité et à son amour de la langue, René Lecavalier met au point peu à peu un vaste vocabulaire permettant de décrire tous les détails du hockey avec clarté et précision. Ainsi, le mot « puck » est remplacé par rondelle ou disque; « body check » devient mise en échec; des expressions tirées du monde militaire sont également employées, telles que : « faire une brèche en zone adverse », « incursion en territoire ennemi », « repli », « brigade défensive », « dégagement », « contre-attaque ». À force de travail acharné, pendant plus de trente ans, René Lecavalier développe ainsi ce qui deviendra un nouveau standard de qualité dans le journalisme sportif.
Tout en étant habité par ce souci de décrire correctement le jeu et de le rendre accessible au grand public, le commentateur demeure d'une grande humilité. Il se défend d'être le précurseur de l'usage du français dans les sports ou d'avoir cherché à « éduquer » personnellement le public. Comme il le confie en entrevue : « Le seul objectif qui me guidait, c'était la volonté de ne jamais ennuyer les auditeurs. Les vedettes, c'étaient les joueurs. Moi, je n'étais là que pour les mettre en valeur, eux et leurs exploits. Si je pouvais le faire dans une langue correcte, c'était un atout de plus ».
Ce souci de la qualité se reflétait également dans son approche de la francisation. Loin d'être une simple mécanique (traduisant en français les mots calqués sur l'anglais), la francisation était pour lui un processus continu et vivant : « Je croyais nécessaire de tenir compte des origines d'un sport, ainsi que de témoigner de ce que certaines expressions soit ne souffrent pas la traduction, soit n'ont pas d'équivalent satisfaisant. Il peut parfois devenir absurde de franciser pour franciser. Il faut laisser sa place à la musique du propos et savoir l'adapter à une situation donnée ».

#### La Série du siècle (1972) et les Jeux olympiques (1960-1984)
En plus de La Soirée du hockey, René Lecavalier a également animé la Série du siècle en 1972, voyant l'affrontement entre les meilleurs joueurs de hockey canadiens et soviétiques. Il est également commentateur des Rendez-vous '87 à Québec, une série de deux parties opposant les joueurs de la LNH et de l'URSS. Cet événement sera sa dernière partie de hockey commentée.
René Lecavalier est également connu pour avoir été commentateur de nombreux Jeux olympiques à la télévision de Radio-Canada. Ses premiers Jeux commentés ont été ceux de Rome en 1960. Il fait également partie de l’équipe de diffusion de Radio-Canada en 1964 (Tokyo), 1976 (Montréal), 1980 (Lake Placid) et 1984 (Los Angeles). Il a également été l’un des principaux commentateurs lors de nombreux Jeux du Commonwealth et Jeux panaméricains.

### Mort
René Lecavalier est mort le 6 septembre 1999 à l'âge de 81 ans.

## Vie personnelle

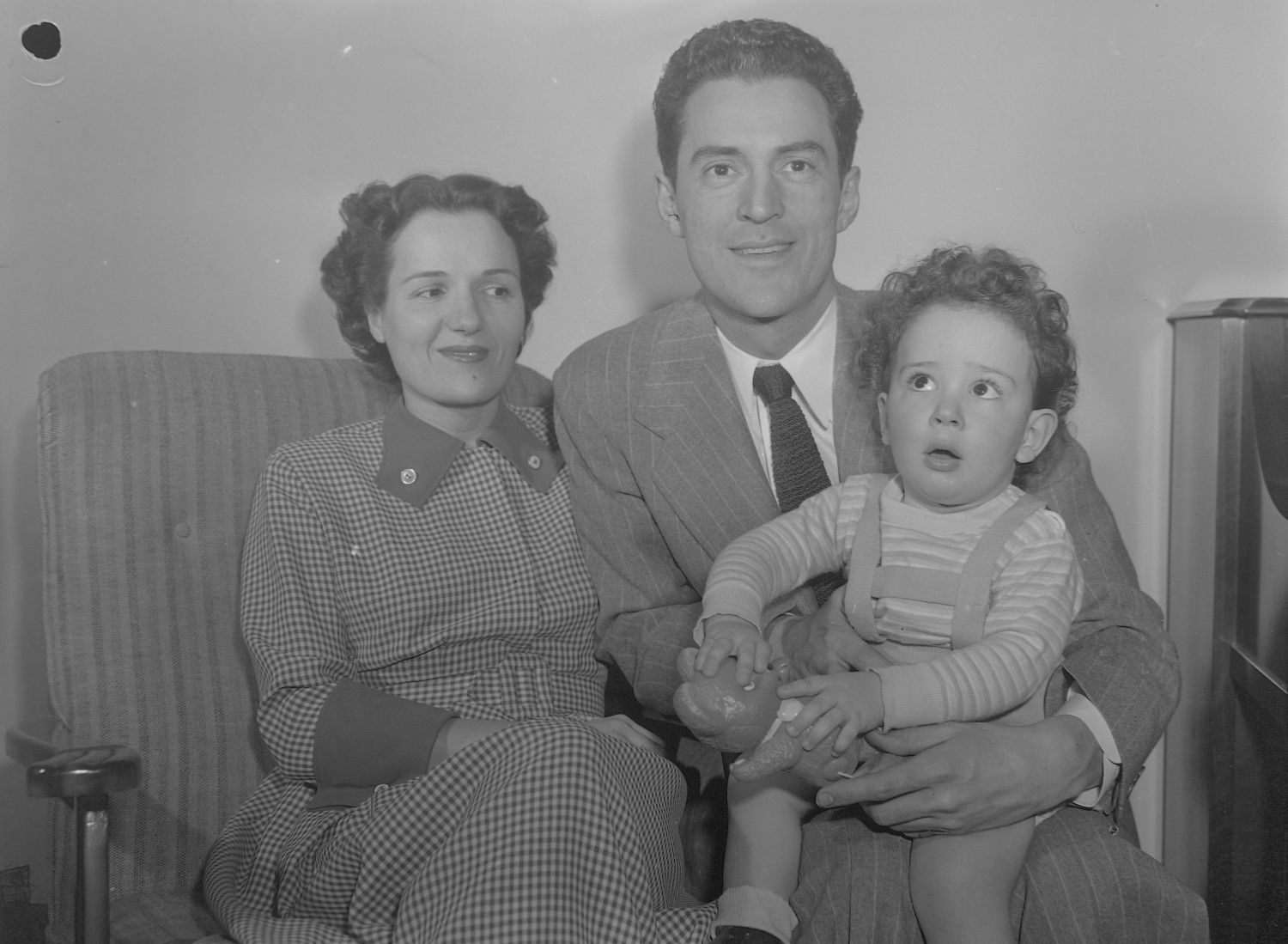
René Lecavalier avec son épouse Jeannine et son fils aîné Pierre, 1949.

Le 18 août 1945, René Lecavalier épouse Jeannine Leclaire, nièce du comédien Fred Barry,. Le couple a eu trois enfants.
D'esprit curieux, grand lecteur, René Lecavalier cultivait un vaste champ d'intérêts englobant nos seulement les sports, mais aussi la politique internationale et la littérature – en particulier les romans de Balzac et Zola.

## Honneurs
Tout au long de sa carrière, René Lecavalier a été animé par un esprit de rigueur, un souci de la qualité de la langue et par son insistance pour franciser les termes employés dans le monde du sport. Pour ses nombreuses contributions dans le domaine du journalisme sportif, il a été récompensé de plusieurs prix et décorations.
- 1959 : Prix Olivar-Asselin, prix de journalisme de la Société Saint-Jean-Baptiste[27]
- 1960 : Trophée Laflèche, Commentateur sportif de l'année[28]
- 1966 : Trophée Foster-Hewitt (en), Meilleur commentateur au Canada[28]
- 1970 : Officier de l'Ordre du Canada[29]
- 1973 : Membre de l'Ordre de la Fidélité française[28]
- 1979 : 
  - Doctorat honoris causa, Université du Québec[30]
  - Médaille de l'Ordre des francophones d'Amérique[31]
- 1982 : Doctorat honoris causa, Université de Montréal[32]
- 1987 : Chevalier de l'Ordre national du Québec[33]
- 1994 : Intronisé au Panthéon des sports canadiens[34]
- 1996 : Sports Media Canada Achievement Award[35]